# Avril 1995

## Faits marquants
- 8 avril :  Koibla Djimasta est nommé Premier ministre du Tchad.
- 19 avril : l'attentat d'Oklahoma City, perpétré par Timothy McVeigh à Oklahoma City aux États-Unis, fait 168 morts et plus de 680 blessés.
- 23 avril : premier tour de l'élection présidentielle française de 1995. Lionel Jospin (PS) et Jacques Chirac (RPR) arrivent en tête avec respectivement 23,30 % et 20,84 % des suffrages exprimés.
- 30 avril (Formule 1) : Grand Prix automobile de Saint-Marin.

## Naissances
- 1er avril : Adam Kocian, joueur allemand de volley-ball.
- 3 avril : Adrien Rabiot, joueur de football français.
- 4 avril : Olivier Yao-Delon, basketteur français.
- 10 avril : Rebecca Marder, actrice française.
- 15 avril : Cody Christian, acteur américain.
- 16 avril :
  - Nobuya Katō, athlète japonais.
  - Mackenzie McDonald, joueur de tennis américain.
- 22 avril :
  - Adam Lamhamedi, skieur alpin marocain et canadien.
  - Nicolas Rio, orienteur français.
- 23 avril : Gigi Hadid, mannequin américaine.
- 24 avril : Kehlani, chanteuse américaine.
- 26 avril : Christian M'Billi-Assomo, boxeur français.
- 27 avril : Yvan Buravan, auteur-compositeur-interprète rwandais († 17 août 2022).
- 28 avril : Melanie Martinez, chanteuse, compositrice, réalisatrice et photographe américaine.

## Décès
- 2 avril : Henri Guérin, joueur puis entraîneur français de football
- 4 avril : Priscilla Lane, actrice.
- 5 avril : Christian Pineau, homme politique et résistant français
- 14 avril : Burl Ives, chanteur et acteur.
- 18 avril : Loup Durand, écrivain et scénariste français
- 25 avril : 
  - Ginger Rogers, actrice,
  - Andrea Fortunato, footballeur italien.